# کانی و کارلا
کانی و کارلا (به انگلیسی: Connie and Carla) فیلمی است محصول سال ۲۰۰۴ و به کارگردانی مایکل لمبک است. در این فیلم بازیگرانی همچون نیا واردالوس، تونی کولت، دیوید دوکاونی، ایان گومز، رابرت جان برک، بوریس مک‌گیور، نیک ساندو، استیون اسپینلا، دش میهوک، چیلا هورسدال، دبی رینولدز ایفای نقش کرده‌اند.